# Khat Achahid
 (février 2016).
Si vous disposez d'ouvrages ou d'articles de référence ou si vous connaissez des sites web de qualité traitant du thème abordé ici, merci de compléter l'article en donnant les références utiles à sa vérifiabilité et en les liant à la section « Notes et références ».
 (août 2023).
Khat Achahid (ou le PJA ; en français : « la voie du martyr ») est une faction issue d'une scission du Front Polisario, fondée en juillet 2004. Elle est basée à Tindouf, en Algérie. Mais elle a aussi des partisans et des membres dans la diaspora sahraouie : en Mauritanie, en Espagne et dans divers pays européens, ainsi qu'au Maroc.

## Positions
Ce mouvement dissident soutient le projet marocain d'autonomie au Sahara occidental et rejette la représentativité du Front Polisario, qu'il considère non représentatif du peuple sahraoui. Par ailleurs, il dénonce les détournements d'aides humanitaires, la corruption, la torture, etc., pratiqués par le Front Polisario et les autorités algériennes, et accuse aussi le Front Polisario d'assassinats, de crimes contre l'humanité. 
Quant à son leader Mahjoub Salek, cofondateur du Front Polisario dans les années 1970, il accuse le Front de ne pas avoir la « volonté sincère » de trouver un règlement au différend du Sahara, puisqu'il tire profit du statu quo, et dénonce également les conditions inhumaines de vie dans les camps de Tindouf.